# فردی (فیلم)
فردی (انگلیسی: Freddy) فیلم هندی دلهره‌آور روان‌شناختی هندی-زبان محصول سال ۲۰۲۲ است که کارگردانی آن بر عهده شاشانکا گوش بود. بازیگران اصلی فیلم کارتیک آریان و آلایا فورینتورووالا هستند. فیلمبرداری در ماه اوت ۲۰۲۱ شروع شد و در ماه سپتامبر ۲۰۲۱ خاتمه یافت. این فیلم در روز ۲ دسامبر ۲۰۲۲ برای اولین بار بر روی پلت فرم دیزنی پلاس هات‌استار به نمایش درآمد. فیلم نظرات مثبت منتقدان و بینندگان را دریافت کرد.